# Hoplopleura ismailiae
Hoplopleura ismailiae är en insektsart som beskrevs av Johnson 1972. Hoplopleura ismailiae ingår i släktet Hoplopleura och familjen gnagarlöss. Inga underarter finns listade i Catalogue of Life.